# Steyr GB

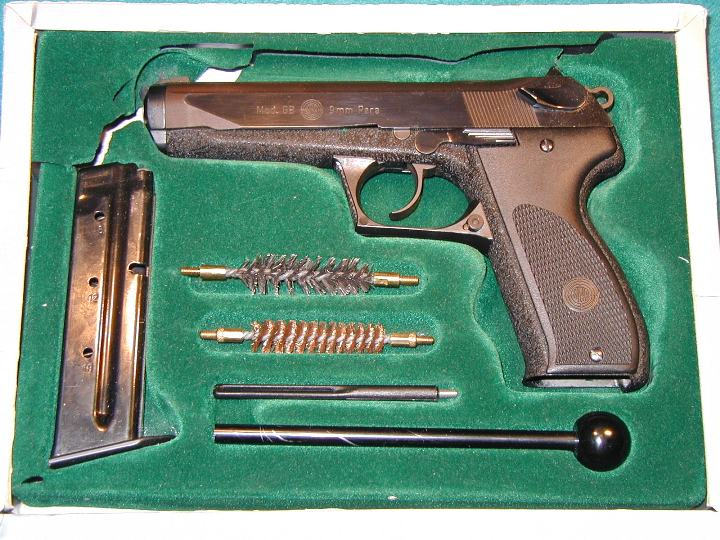
Steyr GB

Le Steyr GB est un pistolet semi-automatique double action autrichien développé à la suite de la décision de l'armée autrichienne de remplacer le Walther P38 et le Browning GP35 dont elle était encore équipée au début des années 1970. La conception du steyr GB fut achevée en 1974 sous la désignation de Pi-18, tirant en rafale, mais ne fut mis en production qu'en 1981. 
Il perdit le concours pour équiper l'armée autrichienne à la faveur du Glock et celui de l'armée américaine qui fut remporté par le Beretta 92.
Il fut néanmoins vendu à diverses unités de police et d'opérations spéciales et aussi sur le marché civil. La production cessa en 1988 après une production de 15 000 à 20 000 unités.

## Usage
Le Steyr GB est une arme de dimension importante, ce qui n'est pas un critère discriminant pour les applications militaires. Le mouvement de la culasse animé par le recul est freiné par les gaz du tir. Le freinage de la culasse, et un canon fixe par rapport au corps de l'arme contribuent respectivement à ce que la sensation de recul soit particulièrement faible et l'arme précise.

## Caractéristiques
- Calibre : 9 mm Parabellum ;
- Longueur : 21,6 cm ;
- Longueur du canon : 13,6 cm ;
- Poids non chargé : 0,845 kg ;
- Poids chargé : 1,285 kg ;
- Capacité : 18 coups ;